# Sorel-Moussel
Sorel-Moussel é uma comuna francesa na região administrativa do Centro, no departamento Eure-et-Loir. Estende-se por uma área de 12,79 km². Em 2010 a comuna tinha 1 827 habitantes (densidade: 142,8 hab./km²).